# Visconde de Morais
Visconde de Morais é um título nobiliárquico criado por D. Carlos I de Portugal, por Decreto de 14 de Fevereiro de 1903, em favor de José Júlio Pereira de Morais, que depois recusou ser 1.° Conde de Morais.
Titulares
1. José Júlio Pereira de Morais, 1.° Visconde de Morais.

Após a Implantação da República Portuguesa, e com o fim do sistema nobiliárquico, usaram o título: 
1. José Júlio Pereira de Morais Júnior, 2.º Visconde de Morais;
2. José Joaquim de Almeida Araújo Pereira de Morais, 3.º Visconde de Morais;
3. Henrique José Cardoso de Meneses Pereira de Morais, 4.º Visconde de Morais.
4. José Wilson Pereira de Morais, 5.º Visconde de Morais